# Clubiona viridula

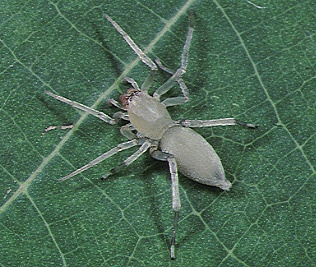
Vrouwtje

Clubiona viridula là một loài nhện trong họ Clubionidae.
Loài này thuộc chi Clubiona. Clubiona viridula được Hirotsugu Ono miêu tả năm 1989.

## Hình ảnh

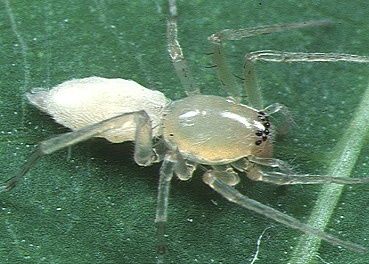